# Carlo Maranta
Carlo Maranta (Napoli, 17 febbraio 1583 – Tropea, 26 gennaio 1664) è stato un vescovo cattolico italiano.

## Biografia
Nacque a Napoli il 17 febbraio 1583, figlio di Roberto Maranta e Olimpia Lanza, nipote di Fabio Maranta . Riceve il battesimo il 25 novembre dello stesso anno nella chiesa di Santa Maria della Rotonda in Napoli, è ordinato presbitero il 9 dicembre 1611 e nominato vescovo di Giovinazzo il 7 settembre 1637 da papa Urbano VIII. Ricevette la consacrazione episcopale il 20 settembre dello stesso anno nella basilica di Santa Maria in Aracoeli dal cardinale Francesco Maria Brancaccio. Nel medesimo anno fu nominato cappellano maggiore del Regno di Napoli da Filippo IV di Spagna. In questo periodo scrisse le opere: Apologeticus pro iuribus Ecclesiae , Medulla Decreti e Controversiae iuris utriusque. 
Il 24 settembre 1657 fu nominato vescovo di Tropea. Insignito del titolo di conte palatino, fu protonotario apostolico, consultore del tribunale d'Inquisizione e superiore dell'Oratorio della Compagnia dei Bianchi della Giustizia in Napoli.

## Genealogia episcopale
La genealogia episcopale è:
- Cardinale Guillaume d'Estouteville, O.S.B.Clun.
- Papa Sisto IV
- Papa Giulio II
- Cardinale Raffaele Riario
- Papa Leone X
- Papa Clemente VII
- Cardinale Antonio Sanseverino, O.S.Io.Hier.
- Cardinale Giovanni Michele Saraceni
- Papa Pio V
- Cardinale Innico d'Avalos d'Aragona, O.S.Iacobi
- Cardinale Scipione Gonzaga
- Patriarca Fabio Biondi
- Papa Urbano VIII
- Cardinale Cosimo de Torres
- Cardinale Francesco Maria Brancaccio
- Vescovo Carlo Maranta